# Nachal Durim
Nachal Durim (hebrejsky: נחל דורים) je vádí v severním Izraeli, v pohoří Karmel.
Začíná v nadmořské výšce přes 300 metrů nad mořem, v hřebenové partii pohoří Karmel, severně od hory Har Alon, severně od lokální silnice 721 a severovýchodně od vesnice Bejt Oren. Nedaleko odtud se nachází areál věznice Damon. Odtud vádí směřuje k severozápadu a severu zalesněnou krajinou, přičemž se prudce zařezává do terénu a vytváří mohutný kaňon. Pak zleva ústí do vádí Nachal Galim, které jeho vody odvádí do Středozemního moře.
Okolí vádí je turisticky využíváno. V prosinci 2010 byla oblast při horním toku Nachal Durim postižena lesním požárem, který zničil velkou část zdejších lesů.